# Kanton Bois-Guillaume
Der Kanton Bois-Guillaume ist seit 1982 ein französischer Wahlkreis im Arrondissement Rouen im Département Seine-Maritime in der Region Normandie; sein Hauptort ist Bois-Guillaume. Der Kanton ist 171,09 km² groß.

## Gemeinden
Der Kanton besteht aus 19 Gemeinden mit insgesamt 45.998 Einwohnern (Stand: 1. Januar 2022) auf einer Gesamtfläche von 171,09 km²:
| Gemeinde                   | Einwohner 1. Januar 2022 | Fläche km² | Dichte Einw./km² | Code INSEE | Postleitzahl |
| -------------------------- | ------------------------ | ---------- | ---------------- | ---------- | ------------ |
| Anceaumeville              | 693                      | 4,68       | 148              | 76007      | 76710        |
| Authieux-Ratiéville        | 405                      | 5,16       | 78               | 76038      | 76690        |
| Bihorel                    | 8.299                    | 2,51       | 3.306            | 76095      | 76420        |
| Bois-Guillaume             | 14.497                   | 8,85       | 1.638            | 76108      | 76230        |
| Bosc-Guérard-Saint-Adrien  | 1.085                    | 10,41      | 104              | 76123      | 76710        |
| Claville-Motteville        | 259                      | 9,26       | 28               | 76177      | 76690        |
| Clères                     | 1.380                    | 11,36      | 121              | 76179      | 76690        |
| Esteville                  | 538                      | 5,29       | 102              | 76247      | 76690        |
| Fontaine-le-Bourg          | 1.883                    | 12,20      | 154              | 76271      | 76690        |
| Frichemesnil               | 392                      | 8,10       | 48               | 76290      | 76690        |
| Grugny                     | 1.009                    | 3,18       | 317              | 76331      | 76690        |
| Isneauville                | 3.713                    | 8,20       | 453              | 76377      | 76230        |
| La Houssaye-Béranger       | 539                      | 8,06       | 67               | 76369      | 76690        |
| Le Bocasse                 | 655                      | 8,62       | 76               | 76105      | 76690        |
| Mont-Cauvaire              | 883                      | 9,02       | 98               | 76443      | 76690        |
| Montville                  | 4.618                    | 10,85      | 426              | 76452      | 76710        |
| Quincampoix                | 3.118                    | 20,34      | 153              | 76517      | 76230        |
| Saint-Georges-sur-Fontaine | 927                      | 9,09       | 102              | 76580      | 76690        |
| Sierville                  | 1.105                    | 15,91      | 69               | 76675      | 76690        |
| Kanton Bois-Guillaume      | 45.998                   | 171,09     | 269              | 7602       | –            |

Bis zur Neuordnung bestand der Kanton Bois-Guillaume aus den 3 Gemeinden Bihorel, Bois-Guillaume und Isneauville. Sein Zuschnitt entsprach einer Fläche von 19,56 km2.

## Bevölkerungsentwicklung
| 1962   | 1968   | 1975   | 1982   | 1990   | 1999   | 2006   |
| ------ | ------ | ------ | ------ | ------ | ------ | ------ |
| 12.084 | 16.634 | 20.186 | 20.847 | 21.727 | 23.349 | 23.858 |